# Skládání funkcí
Skládání funkcí je zvláštním případem skládání zobrazení, pokud jsou skládaná zobrazení funkce.
Máme-li funkci {\displaystyle y=f(u)} s definičním oborem {\displaystyle D_{f}} a funkci {\displaystyle u=g(x)} s definičním oborem {\displaystyle D_{g}}, a pokud pro každé {\displaystyle x\in D_{g}} je {\displaystyle g(x)\in D_{f}}, pak funkci {\displaystyle y=f(g(x))} (někdy také píšeme {\displaystyle f\circ g}) označujeme jako složenou funkci.

## Příklad
Příkladem skládání funkcí mohou být funkce {\displaystyle f(t)=t^{2}} a {\displaystyle g(u)=\cos(u)}. Složením těchto funkcí můžeme získat
{\displaystyle f(g(u))=\cos ^{2}(u)}
nebo
{\displaystyle g(f(t))=\cos(t^{2})}
Tento příklad ukazuje, že operace skládání funkcí nemusí být v obecném případě komutativní.